# 正弦信号
正弦信号是频率成分最为单一的一种信号，因这种信号的波形是数学上的正弦曲线而得名。任何复杂信号——例如音乐信号，都可以透过傅里叶变换(Fourier Transform)分解为许多频率不同、幅度不等的正弦信号的叠加。

## 正弦波的特性
正弦波為最簡單的週期波，其每一瞬間的波形為正弦或餘弦的函數形狀。介質中各質點未振動時的位置稱為其平衡位置。當波通過時，質點以其平衡位置為中心作簡諧運動。